# Поневач Юлій Юлійович
Юлій Юлійович Поневач (17 вересня 1922, Мукачево — 2009) — український радянський промисловець. Директор Мукачівської тютюнової фабрики та Мукачівського меблевого комбінату. Голова Мукачівської міської ради (1961–1966)..

## Біографія
Народився в місті Мукачеві. Навчався в народній і горожанській школі до 1936 року. Працював сезонним робітником на цегельному заводі власника Колуша.
У 1940 році вступив до Мукачівської гімназії Угорського міністерства освіти, яку закінчив 1944 року. Мобілізований до лав Угорської армії адм. Міклоша Горті. Служив на будівництві Ужгородського аеродрому. Потім служив рядовим у місті Фелем до січня 1945 року. З приходом Радянської Армії був перекладачем пересильного пункту, де працював до серпня 1945 року.
Після повернення з армії влаштувався на роботу інспектором комітету фізкультури і спорту при Мукачівському міськвиконкомі. З 1946 по 1951 роки працював товарознавцем, бухгалтером, старшим бухгалтером обласної бази «Укртютюнмахортресту» в місті Мукачеві.
Юлій Поневач любив спорт, а особливо футбол. Грав у збірних командах «Більшовик» (Мукачеве) та команді майстрів класу «Б» «Спартак» (Ужгород). Тиберій Попович, мукачівський гравець київського «Динамо», з яким він виграв перший в історії клубу Кубок СРСР, так описав Юлія Поневача:
Повернувшись із спорту Юлій Поневач, працював на тютюновій фабриці начальником цеху, начальником відділу організації праці та заробітної плати, а згодом і директором тютюнової фабрики.
Для роботи на відповідальній посаді склав екзамени у Вищу школу харчової промисловості СРСР (тютюнова фабрика була підпорядкована Міністерству харчової промисловості). Закінчив школу з червоним дипломом, знову був направлений на роботу в місті Мукачево директором тютюнової фабрики, де працював до 1960 року.
У 1960 році Юлій Поневач був обраний заступником голови міськвиконкому.
У 1961–1966 роках — голова Мукачівської міської ради.. 
1966–1983  — директор Мукачівського меблевого комбінату, де працював до пенсії. У1983 році вийшов на пенсію.
Помер у 2009 році.

## Відзнаки і нагороди
За успіхи в роботі :
був нагороджений орденом Трудового Червоного Прапора, медалями та багатьма почесними грамотами і значками.
30 травня 2002 — присвоєно звання почесного громадянина міста Мукачева  (рішення 3 сесії IV скликання Мукачівської міської ради).

## Джерело
- Пагиря В. В., Федів Є. Т. Творці історії Мукачева. — Ужгород : ТДВ «Патент», 2011. — 120 с., іл. ISBN 978-617-589-012-7